# Ундозеро (посёлок)
Ундозеро — посёлок в Плесецком районе Архангельской области России. Административный центр Ундозерского сельского поселения.

## География
Посёлок Ундозеро расположен к северу от озера Ундозеро на высоте более 118 м над уровнем моря.

## Население
| 2002 | 2010 | 2012 |
| ---- | ---- | ---- |
| 757  | ↗836 | ↘739 |

Численность населения посёлка, по данным Всероссийской переписи населения 2010 года, составляла 836 человек. В 2009 году числилось 805 человек, из них 112 — пенсионеры, 55 — дети.